# Metallyra spinipennis
Metallyra spinipennis är en skalbaggsart som beskrevs av Stefan von Breuning 1961. Metallyra spinipennis ingår i släktet Metallyra och familjen långhorningar.
Artens utbredningsområde är Togo. Inga underarter finns listade i Catalogue of Life.